# Ludwig De Winter
Ludwig De Winter (La Louvière, 31 dicembre 1992) è un ex ciclista su strada belga.

## Palmarès

### Strada
- 2017 (WB Veranclassic Aqua Protect, una vittoria)

GP Lucien Van Impe
- 2018 (WB Aqua Protect Veranclassic, una vittoria)

GP Paul Borremans

#### Altri successi
- 2015 (Wallonie Bruxelles)

Classifica scalatori Tour de Wallonie

## Piazzamenti

### Classiche monumento
- Liegi-Bastogne-Liegi

2021: ritirato
- Giro delle Fiandre

2019: ritirato
2020: ritirato
- Parigi-Roubaix

2018: fuori tempo massimo
2019: ritirato